# Шкітак Антін
Антін Шкітак (псевдо: «Омелян»; нар. 1917 с. Бориня, тепер смт, Самбірський район, Львівська область, Україна — 29 листопада 1943, біля с. Недільня, нині Самбірський район, Львівська область)  — український військовий діяч, курінний УПА.

## Життєпис
З квітня 1941 по грудень 1942 року «Омелян» служив у батальйоні «Нахтігаль».
Влітку 1943 року виступив організатором та командиром навчального куреня УНС «імені Кривоноса» в Карпатах.
Загинув 29 листопада (30 листопада) 1943 року, під час бою з військами дрогобицького гестапо і шуцполіції поблизу с. Недільня на Старосамбірщині.